# Кароліна-Матильда Данська
Кароліна-Матильда Данська (дан. Caroline-Mathilde af Danmark, 27 квітня 1912 — 12 грудня 1995) — принцеса Данії з династії Глюксбургів, донька принца Гаральда Данського та німецької принцеси Олени Шлезвіг-Гольштейн-Зондербург-Глюксбурзької, дружина принца Данії Кнуда Крістіана.

## Біографія
Кароліна-Матильда народилась 27 квітня 1912 року у заміському будиночку Єґерсборхус в Єґерсборзі, на сході Данії. Вона була другою дитиною та другою донькою в родині данського принца Гаральда та його дружини Олени Шлезвіг-Гольштейн-Зондербург-Глюксбурзької. Своє ім'я новонароджена отримала на честь бабусі Кароліни Матильди Шлезвіг-Гольштейн-Зондербург-Аугустенбурзької. В сім'ї дівчинку, зазвичай, називали Кальма.
Мала старшу сестру Феодору. Згодом у Кароліни-Матильди з'явилася молодша сестра Александріна-Луїза та брати Горм й Олаф.
Жила родина у маєтку Гаральда, Єґерсборхусі. У 1918 вони переїхали на віллу на шляху Svanemøllevej.
У віці 21 року Кароліна-Матильда повінчалася у каплиці палацу Фреденсборг із своїм кузеном, 33-річним принцом Данським Кнудом. Церемонія була здійснена 8 вересня 1933. У подружжя народилося троє дітей. Резиденцією пари був замок Сорґенфрі на півночі від Копенгагена. У 1944 подружжя успадкувало від Густава Данського замок Еґелунд в Північній Зеландії, який перебував у їхній власності до 1954. Також, від 1952 року, родині належав літній будинок Клітгарден у Скагені. Кнуд та Кароліна-Матильда вважалися дуже гостинними хазяями.
У 1947 році принц Кнуд став спадкоємцем престолу, оскільки у його брата Фредеріка були лише доньки, які, згідно з законодавством, не могли успадкувати корону. Кароліна-Матильда, таким чином, стала кронпринцесою. 1953-го Конституцію було змінено, і жінки змогли наслідувати трон. Таким чином, порядок престолонаслідування змінився.
Кнуд помер 14 червня 1976.
Кароліна-Матильда й надалі жила у палаці Сорґенфрі. Вона відійшла у вічність 12 грудня 1995 року. Похована у другій підземній каплиці собору Роскілле поруч із чоловіком.

## Родина

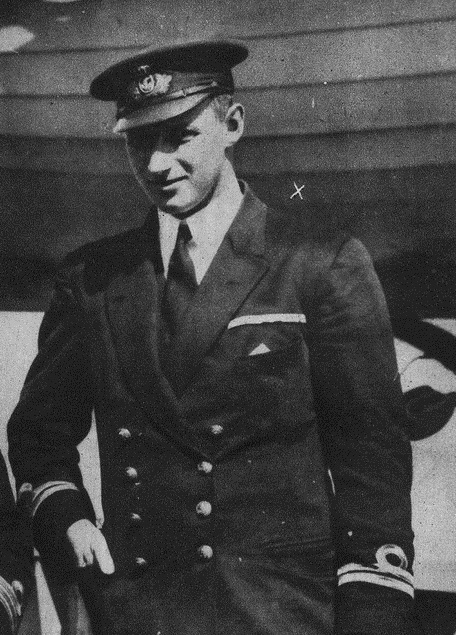
Кнуд Данський

Чоловік — Кнуд Крістіан Данський
Діти:
- Єлизавета (1935—2018) — принцеса Данська, двічі перебувала у фактичних шлюбах, офіційно одружена не була, дітей не мала;
- Інґольф (нар. 1940) — граф Русенборг, одружений другим морганатичним шлюбом, дітей не має;
- Крістіан (1942—2013) — граф Русенборг, був морганатично одружений з моделлю Анною-Дортою Мальтофт-Нільсен, мав трьох доньок.